# Le Bar de la Fourche
Le Bar de la Fourche è un film del 1972 diretto da Alain Levent.

## Trama
Nel 1916 Vincent van Horst lascia l'Europa per tornare nella sua terra natale canadese. Vincent, ricerca Maria che, si rifiuta di vederlo. Vincent poi si innamora di Annie, una donna più giovane di lui.